# Chính đề Việt Nam
Chính đề Việt Nam là tác phẩm về các vấn đề của Việt Nam của một tác giả lấy bút danh là Tùng Phong được nhà xuất bản Đồng Nai, Sài Gòn xuất bản lần đầu tiên năm 1964. 
Trong tác phẩm này Tùng Phong phân tích thực trạng chính trị - kinh tế - văn hóa - xã hội của Việt Nam trong bối cảnh thế giới đương thời. Từ những phân tích đó ông đề xuất đường lối phát triển cho Việt Nam cũng như dự báo tình hình thế giới và những thách thức mà Việt Nam sẽ gặp trong tương lai.
Tác phẩm trình bày quan điểm của tác giả về vấn đề dân chủ và phát triển đất nước trong bối cảnh thế giới vào thời điểm những năm 1960. Đây là một thiên chính luận giống một cương lĩnh chính trị cho chính quyền miền Nam Việt Nam.
Có người cho Tùng Phong là Ngô Đình Nhu, cũng có người cho Tùng Phong là Lê Văn Đồng. Hiện nay, ai là tác giả thật sự của Chính đề Việt Nam vẫn chưa được xác định thống nhất.

## Mục đích biên soạn
Cuốn sách được ông Ngô Đình Nhu chủ biên với mục đích xây dựng “học thuyết” của chế độ Việt Nam Cộng hòa. 
Trước khi xuất bản 1964, Miền Bắc Cộng sản có chủ thuyết rõ ràng, miền Nam Cộng hòa thì không. Tư tưởng Cần lao Nhân vị chưa đủ sức tạo nên một hệ tư tưởng, một nền tảng chính trị đủ mạnh cho Nam Việt Nam tồn tại và phát triển.